# Josef Schneider
Josef Schneider, född 1891, död maj 1966 i Thun, var en schweizisk roddare.
Schneider blev olympisk bronsmedaljör i singelsculler vid sommarspelen 1924 i Paris.